# Protoespatário
Protoespatário (em grego: πρωτοσπαθάριος; romaniz.: Prōtospatharios) era um dos títulos mais elevados da corte bizantina dos séculos VIII ao XII, concedido a generais e governantes provinciais, bem como para príncipes estrangeiros.

## História

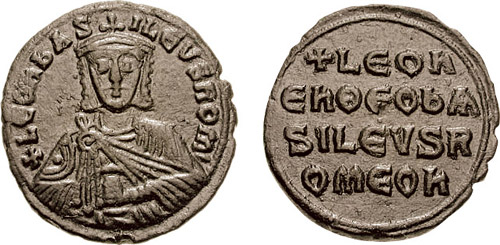
Fólis de r.

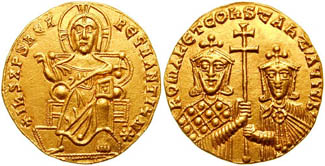
Soldo de r. e Constantino VII Porfirogênito r.

O significado do título, "primeiro espatário", indica o seu papel original como líder da ordem dos espatários, a guarda imperial, já atestada no século VI. Provavelmente sob os Heráclidas, o título tornou-se uma dignidade honorária (em grego: δια βραβείου άξια; romaniz.: dia brabeiou axia), e foi assim concedido aos comandantes de alta patente dos temas, funcionários judiciais superiores, e governantes aliados. A primeira referência concreta para um protoespatário ocorre na Crônica de Teófanes, o Confessor, que registra "Sérgio, protoespatário e estratego da Sicília" em 718. No final do século IX, o protoespatário é registrado como título inferior a patrício e superior de disípato.
A concessão da dignidade também significava a entrada de seu titular no senado bizantino. Seu prestígio foi, portanto, muito alto, como ilustrado por uma história muito bem conhecida relacionada pelo imperador Constantino VII Porfirogênito (r. 913–959) em seu Sobre a Administração do Império: durante o reinado de seu pai, o imperador Leão VI, o Sábio (r. 886–912), um clérigo de Igreja Nova, Ctenas por nome, pagou 60 litras de ouro (c. de 19,4 kg), ou seja, 60 vezes o salário anual de 72 nomismas a que tinham direito os protoespatários, para adquirir o título. Ele não viveu para desfrutar de seu novo status, morrendo dois anos depois. Assim como outros títulos bizantinos, sua importância diminuiu acentuadamente no século XI. A última ocorrência é atestada em 1135, embora o título ainda tenha sido registrado por Jorge Codino em meados do século XIV.
De acordo com o Cletorológio de Filoteu, os titulares da dignidade foram distinguidos entre eunucos (ektomiai) e não-eunucos ou "barbudos" (barbatoi): além da insígnia atrelada ao título, os eunucos diferenciavam-se pelo uso de um colar de ouro (maniácio) adornado com pérolas, uma túnica branca com adornos dourados e um gibão vermelho com revestimento em ouro; os não-eunucos diferenciavam-se apenas pelo uso de seu colar de ouro (kloios) decorado com pedras preciosas. Evidências pictóricas do indumentário dos protoespatários em manuscritos iluminados, no entanto, variam consideravelmente ao longo do tempo. No Sobre os Ofícios de João Codino, o traje desta classe é definido como um escarânico (um cocar tubular) de fios bordados em ouro com a imagem do imperador reinante entronizada na frente e montando um cavalo atrás, um cabádio (cafetã) de ouro e um esciádio (chapéu de abas) do tipo clápoto, enquanto não tinham nenhum distintivo dicanício (cajado de ofício).

## Funções
Além de ser uma categoria cortesã, havia vários protoespatários exerciam funções específicas:
- O protoespatário do Crisotriclino (em grego: πρωτοσπαθάριος τοῦ Χρυσοτρικλίνου; romaniz.: prōtospatharios ton Chrysotriklinos), o salão de recepção principal do Grande Palácio de Constantinopla.[10]
- O protoespatário do Lausíaco (em grego: πρωτοσπαθάριος τοῦ Λαυσιακοῦ; romaniz.: prōtospatharios ton Lausiakos), um dos principais corredores adjacentes ao Crisotriclino, servindo como uma sala de reunião. O pessoal (oikeiakoi) do Lausíaco mais provavelmente tinha funções relacionadas com a preparação de banquetes imperiais.[11]
- O protoespatário, ou catepano, dos homens do imperador (em grego: πρωτοσπαθάριος/κατεπάνω τῶν βασιλικῶν; romaniz.: prōtospatharios/Katepanō ton basilikoi anthrōpoi), um corpo de servos imperiais de baixo nível que incluía estrangeiros. Ele está listado como um dos estratarcas (stratarchai), denotando assim um papel militar não especificado. Seus subordinados incluíam oficiais de baixo escalão (espatários e candidatos (kandidatoi)), com um doméstico como assessor-chefe.[12]
- O protoespatário da vasilha (em grego: πρωτοσπαθάριος τῆς Φιάλης; romaniz.: prōtospatharios tēs Phialēs), um oficial que atuava como juiz dos remadores da marinha bizantina estacionada ao redor de Constantinopla. Como as exatas funções do ofício, o termo phialē (lit. "bacia d'água") é obscuro; poderia possivelmente referir-se a um local no porto do palácio imperial de Bucoleão.[2]

## Protoespatários conhecidos
- Aécio
- Damião
- Adriano
- Apoganem
- Fócio
- Bardas Platípoda
- Basílio Urano
- Constantino Lips
- Constantino Sudas
- Crenita Arotra
- João
- Diógenes (?)
- João, o Geômetra
- Gregório Maleíno
- João, o Russo
- Asócio III de Taraunitis
- Cacim Begue
- Catacalo Cecaumeno
- Miguel I de Dóclea
- Filareto Bracâmio
- Haroldo III da Noruega